# Rassismus in den Vereinigten Staaten

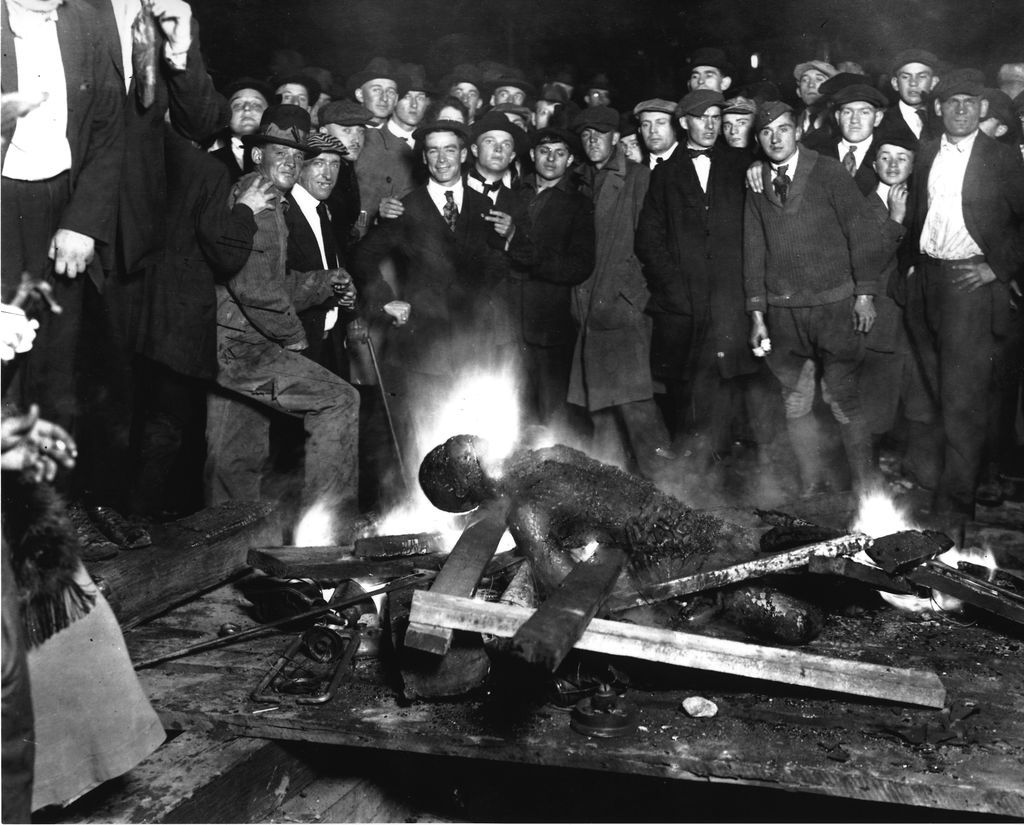
Lynchmord an dem Schwarzen Will Brown in Omaha durch einen weißen Mob, 1919

Rassismus in den Vereinigten Staaten hat eine jahrhundertelange und vielfältige Geschichte. Vom 17. Jahrhundert, in der Epoche der Dreizehn Kolonien, bis in die 1960er Jahre genossen US-Amerikaner europäischer Abstammung, insbesondere WASPs, exklusive Vorrechte in den Bereichen Erziehung, Einwanderung, Stimmberechtigung, Staatsbürgerschaft, Landerwerb und strafrechtliche Verfahren. Afroamerikaner wurden bis 1865 vor allem in den Südstaaten als Sklaven gehalten und waren auch nach der Abschaffung der Sklaverei den Vorschriften der Rassentrennung unterworfen. Nicht-protestantische Einwanderer aus Europa, insbesondere Iren, Polen und Italiener wurden in der amerikanischen Gesellschaft vielfach aus nativistischen Gründen ausgeschlossen und galten nicht als „vollständig weiß“. Auch asiatische Amerikaner und „Hispanics“ bzw. „Latinos“, d. h. Immigranten und deren Nachkommen aus spanisch- und portugiesischsprachigen Ländern Amerikas, sehen sich Erscheinungen des Rassismus ausgesetzt. Auf der politischen Ebene zeigte sich der Rassismus im 19. Jahrhundert unter anderem im Aufstieg der nativistischen Know-Nothing-Party, im sinophoben Chinese Exclusion Act und der Indianerpolitik der Vereinigten Staaten.
Rassismus hat sich auf vielfältige Weise geäußert, etwa in Form von Sklaverei, Lynchmorden und Rassentrennung, Indianerkriegen, Indianerreservaten, rassistischen Einwanderungs- und Einbürgerungsgesetzen oder Internierungslagern während des Zweiten Weltkriegs.

## Allgemeines
Das Konzept der „Rasse“ ist im deutschen Sprachraum im politischen und gesellschaftlichen Diskurs unbrauchbar geworden, seit dieser Begriff in der Zeit des Nationalsozialismus vor allem durch den Holocaust diskreditiert wurde. In den USA hingegen wird der Begriff „Race“ vom United States Census Bureau und dem Office of Management and Budget (OMB) der Bundesregierung bei Befragungen zur Volkszählung offiziell verwendet. Er wird hier in der Regel nicht mehr als biologistisches Konzept wahrgenommen, sondern die zugrundeliegende kulturelle Konstruktion wird seit den 1960er Jahren im wissenschaftlichen Diskurs immer mitgedacht.
Die Geschichte des wissenschaftlichen Rassismus lässt sich bis ins 18. Jahrhundert zurückverfolgen. 1735 teilte der schwedische Naturforscher Linné die Menschheit in vier Gruppen ein: rote, gelbe, weiße und schwarze Menschen. Ab der 1758 erschienenen 10. Auflage seines Systema Naturae ordnete er außerdem jeder der vier Varietäten ein Temperament und eine Körperhaltung zu: Den roten Americanus bezeichnete er als cholerisch und aufrecht, den weißen Europaeus als sanguinisch und muskulös, den gelben Asiaticus als melancholisch und steif und den schwarzen Afer als phlegmatisch und schlaff. Das System Linnés wurde 1781 durch Johann Friedrich Blumenbach erweitert. Blumenbach, Begründer der Zoologie und der Anthropologie, prägte den Begriff „kaukasisch“ zur Klassifikation der „weißen Rasse“ (White people) und behauptete, die ästhetisch schönsten Exemplare dieser Rasse kämen von den Südhängen des Kaukasus in Georgien. In den Vereinigten Staaten diente der wissenschaftliche Rassismus, wie er von Linné, Blumenthal und dem englischen Arzt Charles White (1728–1813) propagiert wurde, zur Rechtfertigung der Versklavung der Afroamerikaner, gestützt auf das Argument der biologischen Minderwertigkeit der „schwarzen Rasse“.
In den USA setzte sich eine „One Drop“-Regel durch. Dieses soziale und legale Prinzip der Klassifikation sah vor, dass jede Person mit auch nur einem afrikanischen Vorfahren als schwarz bzw. colored anzusehen war.
Der bedeutende italienische Populationsgenetiker Cavalli-Sforza, Professor an der Stanford University in Kalifornien, kommt in seinem monumentalen Werk The History and Geography of Human Genes (1994) zum Ergebnis, dass – abgesehen von der genetischen Information für Hautfarbe und Statur – die genetischen Unterschiede zwischen Einzelpersonen so groß sind, dass das biologische Konzept „Rasse“ bedeutungslos oder inhaltlich leer wird. Der größte messbare genetische Unterschied bestehe zwischen einigen afrikanischen Populationen und australischen Aborigines, obwohl beide eine tiefschwarze Hautfarbe aufweisen.

## Indianer
Als Indianerkriege wird im Wesentlichen die Unterwerfung der Indianer Nordamerikas durch die weißen Siedler bezeichnet, die zwischen dem 16. und dem 19. Jahrhundert stattfand. Ihr Anfang wird gewöhnlich mit dem Krieg der virginischen Kolonisten gegen die Powhatan-Föderation ab 1620 datiert, ihr Ende mit dem Massaker von Wounded Knee im Dezember 1890.
Der Indian Removal Act wurde 1830 von US-Präsident Andrew Jackson unterzeichnet, um eine gesetzliche Grundlage für die Indianer-Ausweisung zu schaffen. Mit Hilfe dieses Gesetzes wurden die fünf zivilisierten Stämme der Cherokee, Chickasaw, Choctaw, Muskogee und der Seminolen aus ihren angestammten Ländern östlich des Mississippi vertrieben und im Indianerterritorium (etwa der heutige US-Bundesstaat Oklahoma) angesiedelt. Diese Deportation ist als Pfad der Tränen bekannt. Allein die Unterwerfung der Seminolen, die sich in den Sümpfen Floridas versteckt hielten, kostete die USA während des Zweiten Seminolenkriegs von Dezember 1835 bis August 1841 über 1.500 Soldaten und geschätzte 20 Millionen Dollar. Die Zahl der getöteten Seminolen ist nicht bekannt.
Indianerreservate entstanden zum überwiegenden Teil im 19. Jahrhundert. Die meisten und auch flächenmäßig größten US-Reservate befinden sich im westlichen Teil der USA – geballt in den Gebirgsstaaten Arizona, Utah und Montana sowie in South Dakota. Nur gerade drei Prozent der Indianerreservate liegen östlich des Mississippi. Generell herrscht in den Reservaten hohe Armut, die Lebensbedingungen werden mit der Dritten Welt verglichen. Seit 1980 hat sich die Arbeitslosenquote zwischen 40 und 80 Prozent eingependelt. In den US-Reservaten lebten im Jahr 2002 mehr als 40 Prozent der Familien unterhalb der Armutsgrenze.
Mit dem Indian Citizenship Act von 1924 wurde den amerikanischen Indianern die volle Staatsbürgerschaft der Vereinigten Staaten zugesprochen.

## Afroamerikaner

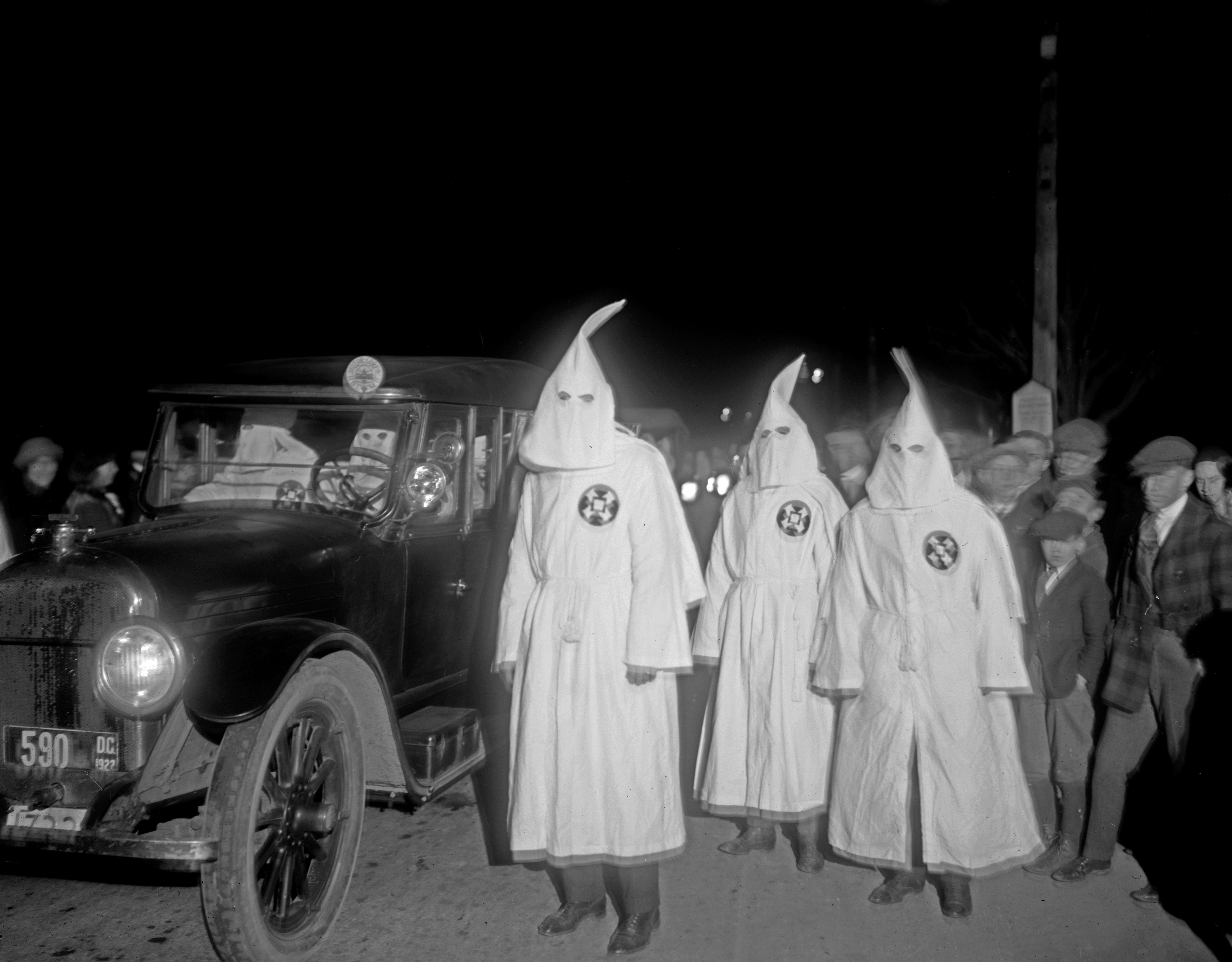
Parade des Ku Klux Klan in Virginia, 1922

Gesetzliche Regelung der Rassentrennung in der Schulbildung in den Vereinigten Staaten vor 1954

Chicago Avenue in Minneapolis,
30. Mai 2020. Fünf Tage zuvor ereignete sich an dieser Stelle der Todesfall George Floyd.

Zur Rechtfertigung der Sklaverei in den Vereinigten Staaten wurden bis zur Mitte des 19. Jahrhunderts vornehmlich theologische Argumente herangezogen, die ab diesem Zeitpunkt durch naturwissenschaftliche Theorien verdrängt wurden.
Die ersten Gesetze zur Einschränkung der Menschenrechte von Afroamerikanern wurden Black codes genannt. Nach Abschluss der Reconstruction wurden ab 1876 die sogenannten Jim-Crow-Gesetze erlassen, die bis 1964 eine Rassentrennung (vor allem zwischen Afroamerikanern und Weißen) vorschrieben. Diese Zeit wird deshalb als Jim-Crow-Periode oder -Ära bezeichnet. Die Rassentrennung wurde 1896 im Urteil des Obersten Gerichtshofs im Fall Plessy v. Ferguson bestätigt und legitimiert. Es erklärte getrennte Einrichtungen für verfassungsgemäß, solange sie von gleicher Qualität waren („getrennt, aber gleichwertig“). Der ursprüngliche Gerichtsbeschluss sah keine Strafen für den Fall vor, dass die getrennten Einrichtungen nicht gleichwertig waren, ebenso wenig wie Vorgaben dazu, wer diesen Zustand überprüfen sollte. Dies führte dazu, dass Einrichtungen für Schwarze stets schlechter ausgestattet waren.
Von 1910 bis 1970 kam es zur Great Migration, in deren Verlauf etwa sechs Millionen Afroamerikaner die ländlich geprägten Gebiete der Südstaaten verließen und in die Städte des Mittleren Westens, die Mittelatlantikstaaten und Neuenglands, aber auch nach Kalifornien zogen. Mit dem Grundsatzurteil des Obersten Gerichtshofs vom 17. Mai 1954 im Fall Brown v. Board of Education wurde die Rassentrennung aufgehoben. Dies war ein Meilenstein in der Geschichte der Bürgerrechtsbewegung. Die Bewegung erreichte in den 1960ern unter Führern wie Martin Luther King, Whitney Young und Roy Wilkins ihren Höhepunkt. Zur gleichen Zeit sprach sich der Sprecher der Nation of Islam Malcolm X und später Stokely Carmichael von der Black Panther Party für Black Power aus. Die Ideen des schwarzen Nationalismus und des Panafrikanismus wurden von einem Teil der Afroamerikaner nachhaltig unterstützt.
Die Bürgerrechtsbewegung führte zu einem Anwachsen der schwarzen Mittelschicht (Sportler, Musiker, Schauspieler und Politiker wie Colin Powell oder Condoleezza Rice), während sich die Lebensbedingungen der armen Mehrheit spätestens seit Ende der 1970er Jahre rasch wieder verschlechterten. Afroamerikaner stellten einen überproportional hohen Anteil an der rasch wachsenden Zahl der Gefangenen in den Gefängnissen und waren besonders stark von dem Rückgang der Realeinkommen in den unteren Einkommensschichten betroffen. Auch durch die verschärfte US-Gesetzgebung, die weniger auf Resozialisierung abzielt als vielmehr auf Abschreckung („Three-strikes law“), hat sich die Zahl der Afroamerikaner in Haft seit 1980 etwa vervierfacht, die Zahl der Collegeabsolventen ist jedoch auf 30 % der Zahl des Jahres 1980 zurückgegangen. Der latent vorhandene Rassismus führte beispielsweise im Fall Rodney King Anfang der 90er Jahre zu massiven Unruhen in Los Angeles. Mit Barack Obama wurde im Jahr 2008 der erste Afroamerikaner zum Präsidenten der Vereinigten Staaten gewählt.
Seit Mitte der 2010er Jahre erlebt die amerikanische Gesellschaft ein Wiederaufleben von Rassismus und Diskriminierung. Dazu zählt insbesondere der Aufstieg der „Alt-Right“-Bewegung. Das Ministerium für Innere Sicherheit der Vereinigten Staaten und das FBI identifizieren weiße Gewalt („white supremacist violence“) seither als die größte Bedrohung im Rahmen des inländischen Terrorismus in den Vereinigten Staaten. Die Black-Lives-Matter-Bewegung entstand 2013 nach dem Freispruch eines Mannes, der 2012 den afroamerikanischen Teenager Trayvon Martin getötet hatte.

## Asiatische Amerikaner
Die erste Einwanderungswelle von Sinoamerikanern erfolgte ab 1848 während des kalifornischen Goldrausches. Um 1880 lebten etwa 130.000 Chinesen in den USA, die Mehrzahl von ihnen in Kalifornien, wo sie vor allem im Eisenbahn- und Bergbau arbeiteten. Viele weiße Arbeiter sahen in ihnen unerwünschte Konkurrenten und Lohndrücker. 1882 wurde die Einwanderung aus China vom Kongress im Chinese Exclusion Act für zunächst zehn Jahre verboten, mit dem Geary Act von 1892 verlängert und galt bis 1943, als sie mit dem Magnuson Act aufgehoben wurde. Siehe dazu Geschichte der Chinesen in den Vereinigten Staaten.
Mit dem Immigration Act of 1917 wurde das Einwanderungsverbot für Chinesen auf Immigranten aus weiten Teilen Asiens, die Britisch-Indien, Süd- und Südostasien umfassten, sowie den pazifischen Inseln erweitert. Als weitere Personengruppen („Aliens“), die nach dem Immigrationsgesetz von 1917 das Land nicht betreten durften, galten „Idioten, Schwachsinnige, Kriminelle, Homosexuelle, Epileptiker, Verrückte, Alkoholiker, professionelle Bettler, Obdachlose, an Tuberkulose Erkrankte, geistig oder körperlich Behinderte, Polygamisten und Anarchisten“ sowie über 16-jährige Analphabeten.
Anfang des 20. Jahrhunderts unterlagen japanische Einwanderer in den westlichen Bundesstaaten verstärkt Beschränkungen: Im Californian Alien Land Law von 1913 (auch: Webb-Heney Bill, verschärft 1920) wurde ihnen z. B. der Kauf von Land untersagt, da die damaligen Einbürgerungsgesetze nur für „freie weiße Bürger“ galten und sie somit nicht die amerikanische Staatsbürgerschaft erwerben konnten. Im Zweiten Weltkrieg wurden im Rahmen der Internierung japanischstämmiger Amerikaner schätzungsweise 120.000 Japaner und japanische Amerikaner in elf verschiedenen Lagern zumeist im Westen der USA verteilt.
Bis heute müssen „Asian Americans“ bei der Immatrikulation an Elite-Hochschulen in den USA besondere Hürden nehmen. Beim Zulassungstest für die Harvard University etwa benötigen sie 140 Ergebnispunkte mehr als weiße Studenten und sogar 450 mehr als schwarze.

## Lateinamerikanische Einwanderer

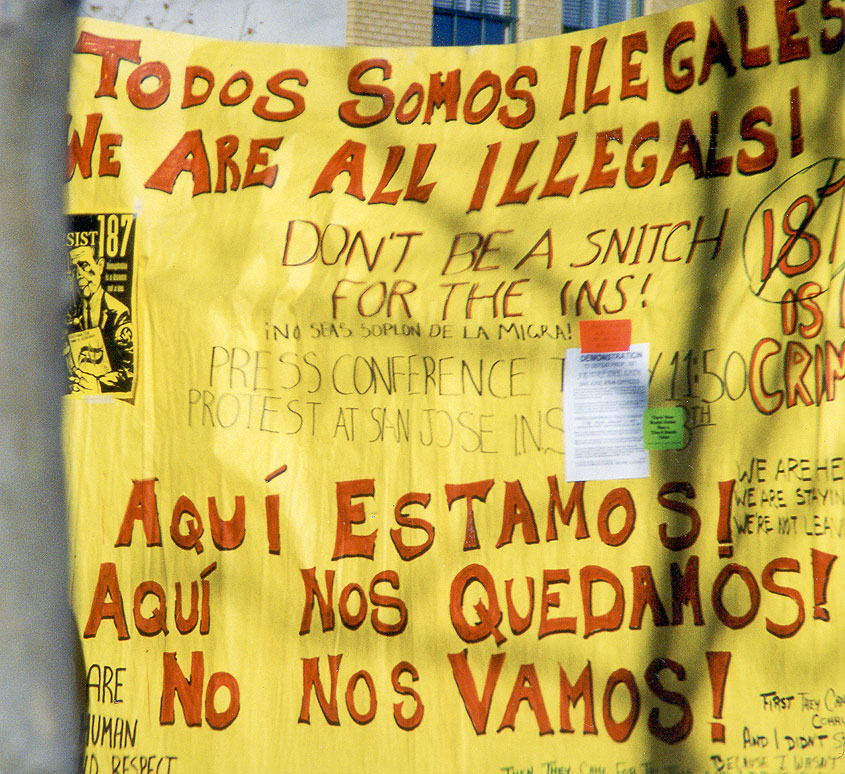
Todos somos ilegales - We are all Illegals („Wir sind alle Illegale“), Protest gegen die Politik der Einwanderungsbehörde (INS) in Kalifornien

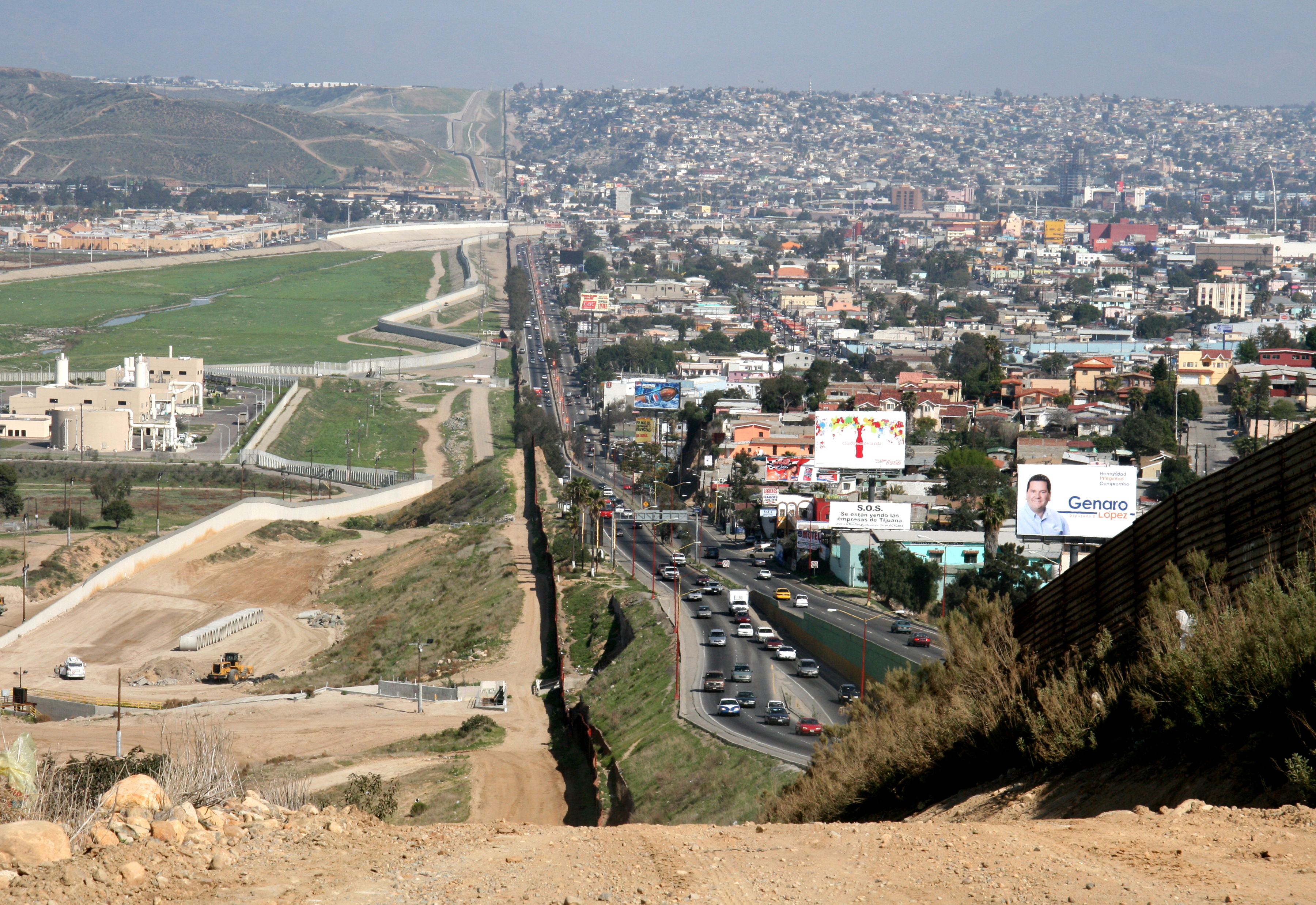
Grenzsicherung zwischen San Diego (links) und Tijuana (rechts)

Chicano ist eine Bezeichnung für in den USA lebende Mexikaner und ihre Nachfahren (mexikanische Amerikaner). Sie gehören damit zur Gruppe der Hispanics bzw. der Latinos. Die Bezeichnung Chicano, ursprünglich diskriminierend verwendet, ist verhältnismäßig neu und wird mittlerweile von mexikanischen Immigranten zur Kennzeichnung ihrer speziellen Lebenssituation benutzt. Chicano-Literatur bezeichnet die Gesamtheit erzählerischer oder lyrischer Werke von Autoren, die sich als Angehörige der Chicanogemeinschaft sehen. Zu bekannten Autoren dieser Gattung im 20. Jahrhundert zählen Rudolfo Anaya, Oscar Zeta Acosta, Luis Valdez, John Rechy und Luis Alberto Urrea. María Ruiz de Burton (1832–1895) war die erste mexikanisch-amerikanische Autorin, die auf Englisch veröffentlichte. Sie vertritt in ihrem Werk die Sichtweise der mexikanischen Bevölkerung, deren Mitglieder nach der Niederlage Mexikos im Mexikanisch-Amerikanischen Krieg und den daraus folgenden Gebietsabtretungen Mexikos an die Vereinigten Staaten durch den Vertrag von Guadalupe Hidalgo plötzlich zu US-amerikanischen Staatsbürgern und damit zu einer überwiegend spanischsprechenden katholischen Minderheit in einem von englischsprachigen Protestanten geprägten Land wurden, das ihnen die gesetzmäßige Gleichstellung keineswegs zubilligte.
In den USA ist Cholo ein abwertender Begriff für einen Kriminellen oder Gangster lateinamerikanischer Abstammung, bzw. davon abgeleitet für Angehörige der sozialen Unterschicht mit lateinamerikanischer Abstammung. Charakteristisch sind dabei für Männer Glatze, Bandana (Stirntuch), weite Khakihosen (Chinos), weißes Unterhemd, übergroßes, nur oben zugeknöpftes Flanellhemd und großflächige, einfarbige Tätowierungen; für Frauen (cholas) darüber hinaus auffällige Kreolen, Bandana, Steckfrisur und dicke Schminke, das Augenbrauen und Lippenkonturen betont.

## Katholische Einwanderer aus Europa
Die Know-Nothing Party (Knownothings; zu Deutsch Nichtswisser), eigentlich American Party, war der populäre Name einer nativistischen politischen Partei in den USA, die Mitte des 19. Jahrhunderts vor allem im Vorfeld des Bürgerkrieges auftrat. Die Partei sprach sich gegen die weitere Einwanderung aus nicht-protestantischen Ländern aus, insbesondere gegen Katholiken, die nach der Großen Hungersnot in Irland und der gescheiterten Revolution von 1848 in Deutschland (Forty-Eighters) zu Hunderttausenden in die USA kamen. Nach dem Bürgerkrieg verloren die anti-irischen und anti-katholischen Parolen an Wirkung.

## Entwicklung seit den 1960er Jahren
Durch den Civil Rights Act of 1964 wurden diskriminierende Wahltests für Afroamerikaner sowie die Rassentrennung in öffentlichen Einrichtungen für illegal erklärt. Mit dem Immigration and Naturalization Services Act of 1965, einem Bundesgesetz, wurden die Bestimmungen des Immigration Act of 1924 aufgehoben, wonach die Anzahl der Immigranten, die aus jedem Land in die USA jährlich einwandern durften, auf 2 Prozent der bereits aus diesem Land stammenden Bevölkerung begrenzt war.
Das in vielen US-Bundesstaaten seit 1924 geltende Verbot von Eheschließungen zwischen Schwarzen und Weißen wurde 1967 durch den Supreme Court abgeschafft.
Noch 1970 wurde von Rassentrennung in Nudistenanlagen berichtet.
Zu den heutigen Organisationen in den USA, die rassistische (White Supremacy bzw. Black Supremacy) und teilweise auch antisemitische Positionen vertreten, gehören unter anderem Aryan Nations („Arische Nationen“), Creativity Movement und die Christian-Identity-Bewegung.
Afroamerikanische Menschen sind im Film deutlich unterrepräsentiert. Wie eine Studie der Annenberg School for Communication and Journalism der University of Southern California in Los Angeles zu den jeweils hundert einträglichsten Filmen der Jahre 2007 bis 2017 zeigte, hatten nur 5,2 % der 1100 Filme afroamerikanische Regisseure. Von diesen waren nur vier Frauen, was weniger als 1 % der Regisseure in der untersuchten Auswahl entspricht. Es zeigte sich, dass in Filmen mit afroamerikanischen Regisseuren deutlich mehr afroamerikanische Figuren vorkamen als in den anderen. Dies lässt sich, so die Autoren, auf zweierlei Weise interpretieren: Entweder werden für Filme mit afroamerikanischen Figuren eher afroamerikanische Regisseure ausgewählt oder aber afroamerikanische Regisseure interessieren sich stärker für die Regie von Filmen mit afroamerikanischen Figuren bzw. gestalten ihre Filme entsprechend.
Institutionelle Diskriminierung gegenüber der afroamerikanischen Bevölkerung existiert auch im 21. Jahrhundert weiter. Es gibt institutionellen Rassismus in der Bildung, in der Gesundheitsversorgung, in Polizei und Justiz, in der Wirtschaft und in der Politik. Politisch findet sie vor allem durch die republikanische Partei statt. So verlieren in zwölf Bundesstaaten, die überwiegend von den Republikanern regiert wurden, Menschen bei einer Verurteilung ihr Wahlrecht auf Lebenszeit. Die USA haben die größte Gefängnispopulation weltweit. Ein Großteil von ihnen sind Schwarze beziehungsweise Afroamerikaner. Schwarze Wähler stimmen bis zu achtzig Prozent für die Demokratische Partei. Nachdem nach einer Volksbefragung in Florida frühere Strafgefangene – mit Ausnahme von Mördern und Sexualstraftätern – ihr Wahlrecht im Jahr 2018 zurückerhielten, entschieden die dort regierenden Republikaner, dass die früheren Strafgefangenen nur ihr Wahlrecht ausüben dürfen, wenn sie ihre Schulden, die im Zusammenhang mit der verbüßten Strafe stehen, abbezahlt haben. Knapp 1,5 Millionen Menschen, etwa fünf Prozent der Bevölkerung von Florida, hatten eigentlich ihr Wahlrecht nach dem Volksentscheid zurückerhalten, doch hielt die Schulden-Regelung der Republikaner trotz dagegen eingereichter Klagen vor dem Florida Supreme Court stand.